# レプラカーン (聖戦士ダンバイン)
レプラカーン（Leprechaun）は、アニメ『聖戦士ダンバイン』に登場する架空の兵器。オーラバトラーの一種。名前の由来はアイルランドの妖精レプラコーン。

## 機体解説
アの国のショット・ウェポンが開発・設計したオーラバトラー。このレプラカーンはビランビーの武装強化型として設計され、火力の向上した武器を多く搭載している。しかし、その代償として装甲やオーラ・マルス（筋繊維）が一部簡素化されたことによりパワーと機動性が犠牲となり、総合的なバランスが悪く大量生産には至らなかった（ただし、第25話でダンバインと格闘戦を演じたバーン・バニングスは「レプラカーンには力がある！」と発言している）。
レプラカーンの機体色は赤橙色で、初の左右独立式のオーラ・コンバーターを搭載している。当初は設計者のショット・ウェポンが自らの私兵用として、ドレイク・ルフトにも秘密裏に開発を行っていた経緯がある（後に軍に正式採用される）。
武装スペックは右前腕部にフレイ・ボム（火焔砲）1門、左前腕部にオーラ・ソードを収納する固定式の盾（オーラ・ショット1門とワイヤー付連装ショット・クロー1基を内蔵）。股間部にボールマウント式単装オーラ・キャノン1門。オーラ・コンバーター部に連装オーラ・バルカン2基。頭部にもオーラ・バルカンを2門搭載し、その牙も接近戦の際は武器として使用可能である。また、レプラカーンはドレイク陣営のオーラ・バトラーが使用するほぼ全種の武器を内蔵し、さらに本機固有の装備として両脛の装甲内にグリネイド（投擲弾）を1個ずつ装備する。このようにレプラカーンはまさに全身が武器の塊のオーラバトラーであるが、残念ながら個々の威力は低めとなっていた（ただしグリネイドに関しては炸裂時に発生する火球の範囲内であればオーラ・バトラーも完全破壊できる威力をもつ）。
レプラカーンが完成した時、ドレイク軍攻撃隊長の地位を追われショットの私兵となっていたバーン・バニングスが実用テストを兼ねて最初にレプラカーンに搭乗する。そして、これまでの雪辱を果たすべくショウ・ザマのダンバインと戦ったが、新型のレプラカーンの力をもってしても、ダンバインを打ち破ることはできなかった（第20話では、ダンバインによってレプラカーンのコンバーターの片側を失い敗走の憂き目に遭ったが、バーンは律儀にも運用データの収集のためとして、敢えてズロンとはドッキングせずに片肺飛行のまま帰投している）。
その後、レプラカーンはジェリル・クチビやフェイ・チェンカといった地上人に支給され、さらに量産されて一般兵にまで行き渡ったが、これはビランビーの量産とほぼ同時期であった。またレプラカーンは、コストパフォーマンスの低さと前述の機体性能の不安定さから、ドラムロやビランビーと比べて生産数は少なかった。このレプラカーンの内蔵火器を充実させたコンセプト・設計思想は次の新型オーラバトラー「ライネック」や「ズワァース」に受け継がれた。
負の感情が増大しオーラ力の暴走によって引き起こされる「ハイパー化」現象が初めて確認されたのは、ジェリルの搭乗したレプラカーンである。地上界に出たジェリルはドレイク軍とは離れ、ジェリル単独で悪しきオーラ力をもってギリシャ軍を抱き込み、人々の心を惑わして自分を「ジャンヌ・ダルクの再来」と担ぎ上げる。さらに、ジェリルはそのオーラ力で、自身のレプラカーンを巨大化させて、目の前にいるショウとマーベル・フローズンを圧倒する。しかし、そのオーラ力の制御はジェリル本人にも難しく、制御を失ったオーラ力はますます暴走して、ついにはその巨大なレプラカーンを自分で崩壊させてしまう。結局、ジェリルのレプラカーンはビルバインの一撃により爆発して消滅した（なお、企画段階でのハイパー化現象の描写は、オーラ・マルスが剥き出しの状態で巨大化するものであったが、あまりにもグロテスクであったため、赤い投射光を使った現行の描写方法に替えられた）。

## 備考
「赤い髪の女」と呼ばれたジェリルは、同じく赤い機体色をしたレプラカーンを最後まで自身の専用機としたが、本機の名称である「レプラカーン」とはアイルランドに伝わる妖精のことであり、彼女もまたアイルランドの首都「ダブリン」の出身であった。またハイパー化の際、ジェリルは自壊を始めた時点で既に死亡しており、ビルバインの攻撃によって命を落としたのではないとされる。
元々、作画監督の湖川友謙の描いたラフでは股間部に機関砲が設置されていたが、違うものにしたいという理由から決定稿である「男らしい」ボールマウント式のキャノンに変更された。
ゲーム『聖戦士ダンバイン 聖戦士伝説』では、リの国仕様機が登場。機体色は青。

2021年、ねとらぼ調査隊が、2021年11月16日から11月23日まで「聖戦士ダンバインTV版オーラバトラーで好きなのはどれ？」というテーマでアンケートを実施したところ、レプラカーンは「オーラバトラー人気ランキング」で第4位であった。